# Sergeant Madden
Sergeant Madden és una pel·lícula precursora del cinema negre de 1939 dirigit per Josef von Sternberg i protagonitzada per Wallace Beery. El repartiment secundari d'aquest drama policial fosc, conegut per la seva cinematografia imaginativa i evocadora, inclou Tom Brown, Laraine Day, Alan Curtis i Marc Lawrence.

## Trama
Shaun Madden treballa per al departament de policia de Nova York. El seu fill Denis i el seu fill adoptiu Al també s'incorporaran algun dia al cos. Dennis era un bandarra de petit i aquesta mentalitat continua perseguint-lo a l'acadèmia de policia. Després de la seva graduació, es baralla amb el criminal Piggy Ceders.

## Repartiment
- Wallace Beery com el sergent Madden
- Tom Brown com Al Boylan, Jr.
- Alan Curtis com a Dennis Madden
- Laraine Day com a Eileen Daly (anomenada "Laraine Johnson")
- Fay Holden com a Mary Madden
- Marc Lawrence com "Piggy" Ceders
- Marion Martin com a Charlotte LePage
- David Gorcey com a Punchy LePage
- Donald Haines com a Milton
- Ben Welden com l'esbirro Stemmy
- Etta McDaniel com Dove
- John Kelly com a esbirro Nero
- Horace McMahon com a Filadèlfia
- Neil Fitzgerald com a Casey
- Dickie Jones com a Dennis de nen
- Drew Roddy com Albert quan era nen
- Charles Trowbridge com a comissari
- George Irving com a comissari de policia
- Heinie Conklin com a Drunk (sense acreditar)
- Mitchell Lewis com a oficial Minetti (sense acreditar)
- Adrian Morris com a líder (sense acreditar)

## Antecedents
A l'hivern de 1937, Josef von Sternberg era a Viena reunint el repartiment per a la versió cinematogràfica de Germinal d'Émile Zola, amb Hilde Krahl seleccionada per interpretar a Catherine. i Jean-Louis Barrault com Etienne. El projecte finançat per Àustria es va enfonsar quan Alemanya va envair la nació el març de 1938. Sternberg, malalt a Londres en aquell moment, va tornar a la seva residència de Califòrnia per convalèixer durant alguns mesos.
L'octubre de 1938, Sternberg va tornar a Metro-Goldwyn-Mayer amb un contracte d'una sola pel·lícula per dirigir l'actriu Hedy Lamarr a New York Cinderella (més tard titulada I Take This Woman). El rodatge va requerir tantes revisions que es va conèixer al plató com "I Re-Take this Woman". Descontent amb la seva falta de control sobre la direcció, Sternberg va deixar la producció després d'una setmana: la pel·lícula va ser completada pel director Willard Van Dyke i estrenada el febrer de 1940.

## Producció
Sternberg compliria el seu contracte de pel·lícula per a Metro amb un drama criminal, Sergent Madden, amb l'actor de personatges Wallace Berry, un favorit de taquilla, en el paper principal del patruller de la ciutat de Nova York Shawn Madden. La pel·lícula ja estava en producció quan Sternberg va arribar al plató.
El guió de Sergeant Madden basat en una història de William A. Ullman titulada A Gun in His Hand, va ser un potboiler exagerat de trama que retre un homenatge sentimental a 'el policia dels cops'.
Wallace Berry, una "institució de la Metro", va proporcionar una font fiable d'ingressos per a la corporació, malgrat la seva "fatigosa actuació en pantalla".” Quan Sternberg va intentar obtenir un enfocament més disciplinat de Berry, la jerarquia de l'estudi va ordenar al director que deixés dels seus "assajos excessivament exigents".” Malgrat la interferència de la Metro, "l'actuació de Berry a Sergent Madden és una de les menys descarades de la seva galeria de papers de personatges indistinguibles" i "inusualment controlada i creïble", atribuïble a la influència de Sternberg.
La pel·lícula es va estrenar el 24 de març de 1939 i "va anar bastant bé".

## Resposta crítica
El crític de cinema Tom Supten que escrivia per a Bright Lights Film Journal argumenta que, com a vehicle de Wallace Berry, guiat per les contingències impulsades pel mercat de MGM, agreujat per la "pura indiferència" del director, va produir "la pitjor pel·lícula [en que Sternberg] mai posaria el seu nom.”” Elements de la pel·lícula, sobretot el tema del "poli aturmentat" - van prefigurar el cinema negre de l`època posterior de la Primera Guerra Mundial.
L'historiador del cinema Andrew Sarris assenyala "l'enquadrament i els filtres distintius de Sternberg que donen a la pel·lícula un aspecte UFA... gairebé es pot veure el fantasma d'Emil Jannings en actuació inusualment mesurada de Beery.”

## Tema
Andrew Sarris escriu que “Sergeant Madden té més interès sociològic que estètic malgrat la direcció visualment sorprenent de Sternberg". La història es refereix a "un fill natural [biològic]" que tria el mal camí i, finalment, expia els seus pecats: "la noció d'un fill de sang que és moralment inferior a un fill adoptiu és un altre tòpic de la pel·lícula". La moral del conte és simplement que "la societat transcendeix la família" en l'interès públic més ampli.